# Carrer Major de Conques
Carrer Major de Conques és una obra de Isona i Conca Dellà (Pallars Jussà) inclosa a l'Inventari del Patrimoni Arquitectònic de Catalunya.

## Descripció
Carrer costerut que enllaça el portal adovellat inferior amb la pl. Major. Es caracteritza per les arcades medievals d'accés, els embigats són de fusta. Les façanes dels edificis són de pedra o arrebossades imitant-la i la pavimentació que resta amb empedrat per les cavalleries. Té portes medievals de pedra amb arcada de mig punt.

## Història
L'any 1873 figura a la llinda de la porta.